# 대린 브룩스
대린 브룩스(Darin Brooks, 1984년 5월 27일 ~ )는 미국의 배우이다.

## 출연 작품
- 블루 마운틴 스테이트: 더 라이즈 오브 사드랜드 (2016)
- 블루 마운틴 스테이트 1 (2010)
- 스포트라이트 (2010)